# Phoenix Marie
Phoenix Marie, pseudonimo di Melissa Marie Hutchison (Riverside, 21 settembre 1981), è un'attrice pornografica statunitense.

## Biografia
Cresciuta tra la California e l'Arizona, alle superiori era una ragazza intelligente però molto timida e ciò danneggiava la sua vita sociale. Come poi "confessato" in una intervista a Bang Bros del 2007, il fare film porno ha contribuito a sviluppare le parti della sua personalità che sono state inibite durante l'adolescenza, per esempio, essere più socievole con le persone.
La sua carriera nel campo dell'intrattenimento per adulti inizia nel 2006 in un night club a Los Angeles dove si trovava con degli amici: il buttafuori, dopo averla vista, le andò incontro e si rivelò essere un parente di un agente di modelle. Phoenix accettò l'offerta per soldi, e dal 2007 ad oggi ha all'attivo più di 1100 tra film e scene internet. La sua prima scena è stata per Vivid's Brand New Faces 2.
Ha lavorato per importanti aziende di produzione come Evil Angel, Brazzers, Bang Bros, Hustler e Penthouse. A soli tre anni dall'inizio della carriera di attrice è stata nominata per gli AVN Awards del 2010, e a novembre dello stesso anno è stata scelta come Penthouse Pet del mese. Ha due carattere cinesi tatuati sopra la linea del bikini che significano "Pride and Loyalty".
Nel 2010 è stata la Penthouse Pets del mese di novembre. Nel 2013, è apparsa nel videoclip We Still in This Bitch del rapper B.o.B.
Nel 2015 ha preso parte alla prima stagione di Brazzers House ed è arrivata terza; l'anno successivo ha partecipato di nuovo senza, tuttavia, raggiungere la fase finale. Nel corso del 2017 è diventata a partire dall'episodio 58 la Co-Host del Podcast "Conversation with the Big Guy" condotto dall'ex Wrestler WWE Ryback.
Dal 2019 ha un contratto in esclusiva con Brazzers. Dal 2022 è stata inserita nella Hall of Fame dagli AVN Award.

## Vita privata
Nel 2019 ha perso improvvisamente a 18 anni la figlia.

## Riconoscimenti
AVN Awards
- 2015 - Best POV Sex Scene per Lex's Point of View con Lexington Steele[13]
- 2022 - Hall of Fame[14]

XBIZ Awards
- 2025 - Best Sex Scene - Comedy Movie per American MILF con Christy Canyon, Serenity Cox, Maitland Ward, Brandi Love e Jason Luv[15]

XRCO Award
- 2019 - Hall of Fame[16]

TSXA Awards
- 2013 – Hottest Sex Scene per Evil Anal 16 con Chanel Preston e Manuel Ferrara[17]

Transgender Erotica Awards
- 2017 – Best Scene per TS Seduction con Aubrey Kate e Will Havoc[18]